# Mikkel Basse
Mikkel Fossum Basse (født 31. august 1996) er en dansk fodboldspiller, der spiller for den danske NordicBet Liga klub, Fremad Amager.

## Karriere
Lyngby Boldklub
Basse spillede for Lyngby Boldklub som ungdomsspiller i deres eliteafdeling, samt det første år som seniorspiller. Hans kontrakt med Lyngby udløb ved udgangen af juni 2016.
FC Helsingør
Han trænede efterfølgende med hos FC Helsingør, hvor han blandt andet deltog i fire træningskampe. På baggrund af dette blev det den 22. juli 2016 offentliggjort, at Basse havde skrevet under på en toårig kontrakt gældende frem til sommeren 2018. Chancen for debut kom to dage senere, hvilket også skete, idet han startede inde og spillede de første 92 minutter, inden han blev erstattet af Lukas Svendsen i en 1-0-sejr hjemme.
Mikkel Basse spillede hos FC Helsingør frem til sommeren 2019, hvor klubben stod til to nedrykninger i træk. Denne gang ned til 2. Division. 
FC Roskilde
I oktober 2019, midt i efterårssæsonen, fik Mikkel Basse og FC Roskilde en kort kontrakt på plads, hvor han kunne nå at spille de sidste 6 kampe inden vinterpausen.